# 尼罗河源大桥
尼罗河源大桥（英語：Source of the Nile Bridge，也称为新金贾大桥）是乌干达金賈的跨越白尼罗河源头一座斜拉桥，于2014年1月开工，2018年10月17日竣工通车。